# A nagy füzet (film)
A nagy füzet egy 2013-ban bemutatott magyar-francia-német-osztrák filmdráma Szász János rendezésében. A forgatókönyvet Kristóf Ágota Le Grand Cahier, A nagy füzet című műve alapján Szász János és Szekér András írta. A film a Magyar Nemzeti Filmalap támogatásával készült, a szervezet 180 millió forinttal támogatta az összességében 900 milliós költségvetésű alkotást. Ez az első magyar film, amely elhozta a Karlovy Vary-i Nemzetközi Filmfesztivál fődíját, a Kristály Glóbuszt. A kritikusoktól vegyes, de inkább negatív visszajelzéseket kapott, de Molnár Piroska alakítását mindenhol kiemelték.

## Történet
|  | Alább a cselekmény részletei következnek! |

A film középpontjában álló ikerpárt (Gyémánt László, Gyémánt András) édesanyjuk (Bognár Gyöngyvér) egy határszéli faluba küldi nagymamájukhoz (Molnár Piroska), hogy ott vészeljék át a háború végét. Indulásuk előtt apjuk (Ulrich Matthes) egy füzetet ad a fiúknak, hogy abba írják le a történteket, amíg ő a fronton van. Mikor megérkeznek anyjukkal a falusiak által csak „boszorkánynak” nevezett öregasszony házához, nem épp meleg fogadtatásban részesülnek. Anyjuk könnyes búcsúval válik meg tőlük, míg nagymama ezt teljes közönnyel szemléli. Mikor magukra maradnak, nagymama „szukafattyaknak” nevezi őket, majd közli velük, aki nem dolgozik, az nem is eszik! Az ellenük tanúsított ellenszenvvel és utálattal a gyerekek először nem tudnak mit kezdeni. Állandóan fáznak és éheznek, miközben a falu férfi tagjai állandóan verik őket. A fiúk ezt vasakarattal tűrik, sőt egymást verve, sértegetve edzik meg egymás testét és lelkét.
|  | Itt a vége a cselekmény részletezésének! |

## Szereplők
| Szerep      | Színész           |
| ----------- | ----------------- |
| Nagymama    | Molnár Piroska    |
| Egyik iker  | Gyémánt László    |
| Másik iker  | Gyémánt András    |
| Apa         | Ulrich Matthes    |
| Anya        | Bognár Gyöngyvér  |
| Német tiszt | Ulrich Thomsen    |
| Nyúlszáj    | Tóth Orsolya      |
| Sutor       | Derzsi János      |
| Cselédlány  | Kiss Diána        |
| Rendőr      | Kovács Lajos      |
| Hajléktalan | Székely B. Miklós |
| Rendőr      | Réthelyi András   |

## Díjak, jelölések
Szász János alkotását nevezte Magyarország a legjobb idegen nyelvű filmnek járó Oscar-díjra. A film bejutott a legjobb kilenc idegen nyelvű film közé, ám az öt jelölt közé már nem került be.
| Év   | Díj                                                                | Kategória                                               | Jelölt      | Eredmény |
| ---- | ------------------------------------------------------------------ | ------------------------------------------------------- | ----------- | -------- |
| 2013 | Karlovy Vary-i Nemzetközi Filmfesztivál                            | Kristály Glóbusz – a fesztivál fődíja a legjobb filmnek | Szász János | Elnyerte |
| 2013 | Karlovy Vary-i Nemzetközi Filmfesztivál                            | Label Europa Cinemas                                    | Szász János | Elnyerte |
| 2013 | Haifa Nemzetközi Filmfesztivál (Haifa International Film Festival) | Filmmakers of Tomorrow – FEDEORA Competition (oklevél)  | Szász János | Elnyerte |

## Kritikák
- Hanula Zsolt Péter, Port, 2013. szeptember 18. (magyarul)
- Matalin Dóra, Index, 2013. szeptember 19. (magyarul)
- Németh Nikolett, Kultúra és Kritika, 2013. november 25. (magyarul)
- Gyenge Zsolt, Revizor, 2013. szeptember 19. (magyarul)
- Merckle Bálint, Filmpont, 2013. október 4. (magyarul)
- Simon Eszter, Filmtekercs, 2013. szeptember 21. (magyarul)
- Jankovics Márton, Filmtett, 2013. szeptember 19. (magyarul)